# فینال جام حذفی فوتبال انگلستان ۱۹۴۹

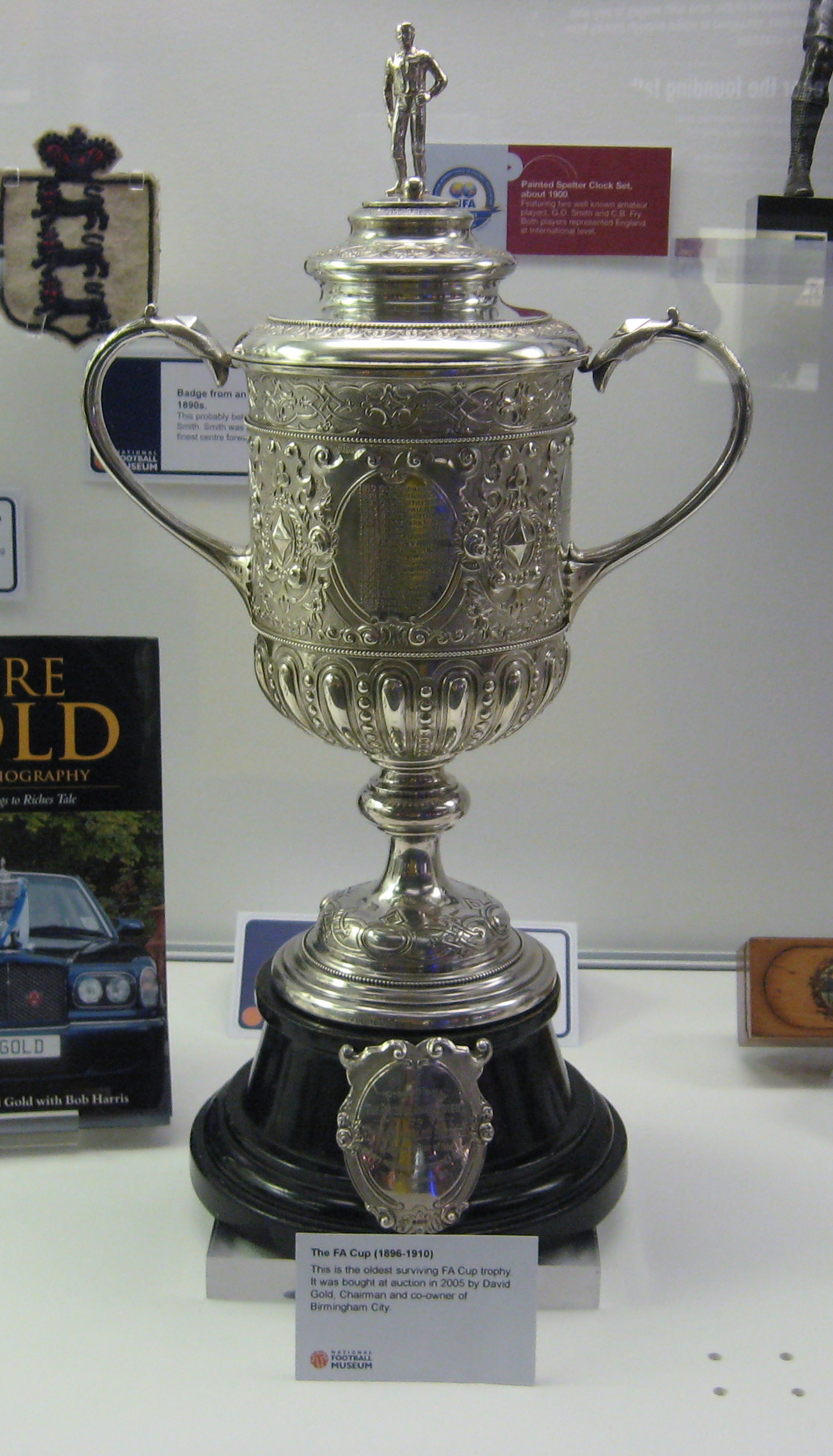
کاپ رقابت پایانی جام حذفی انگلستان

فینال جام حذفی فوتبال انگلستان ۱۹۴۹، رقابت پایانی جام حذفی فوتبال انگلستان در سال ۱۹۴۹ میلادی است که مابین دو تیم باشگاه فوتبال ولورهمپتون و باشگاه فوتبال لستر سیتی در ورزشگاه ومبلی لندن برگزار شده‌است.
این مسابقه که در تاریخ ۳۰ آوریل ۱۹۴۹ انجام شده‌است با نتیجه ۳ بر ۱ به سود تیم باشگاه فوتبال ولورهمپتون به پایان رسید.